# Unser Wunderland bei Nacht
Unser Wunderland bei Nacht ist ein 1959 entstandener, in drei deutschen Städten spielender Episodenfilm der beiden Nachwuchsregisseure Jürgen Roland und Reinhard Elsner und des Kinofilmveterans Hans Heinrich.

## Handlung
Der Film gibt in drei kurzen, melodramatischen Episoden Streiflichter aus dem Nacht- und Halbweltleben dreier deutscher Großstädte der ausgehenden 1950er Jahre wieder.
Im Zentrum der ersten Episode, die in Hamburg spielt, stehen die Aktivitäten rund um Hauptwachtmeister Siegel, einen rundlichen Mann in den „besten Jahren“, der es in seinem Polizeirevier, der berühmten Davidwache auf St. Pauli, mit so manchem Problemfall zu tun hat. Ob Prostitution, Schlägereien, Diebstahl, eine Tochter, die ihre Mutter sucht oder tödliche Folgen von Ehestreitigkeiten: Siegel und seine Kollegen stellen sich allen Herausforderungen. In München droht die Halbwüchsige Helga Barufka durch die Versuchungen des Nachtlebens auf die schiefe Bahn zu geraten. In Düsseldorf wiederum erweist sich eine Eskort-Dame namens „Fräulein Doktor“ als äußerst clever. Sie soll im Auftrag ihres Chefs Generaldirektor Schreiber mehrere hochrangige Herrschaften wie beispielsweise Senator Ravella „betreuen“, doch anstatt ihrem Auftrag nachzukommen, spannt sie ihrem Chef die Kunden kurzerhand aus und führt selbige der Konkurrenz zu. So kann sie gleich doppelt abkassieren.

## Produktionsnotizen
Unser Wunderland bei Nacht entstand ab dem 21. April 1959 in den drei Handlungsorten Hamburg, Düsseldorf und München und lief am 14. August 1959 in den bundesdeutschen wie auch in den österreichischen Kinos an. Dort lief der Streifen unter dem leicht veränderten Titel Wirtschaftswunderland bei Nacht.
Dieser mit reichlich Stripteaseszenen aufgefüllte, hochspekulative Film über Prostitution und Halbwelt in der noch jungen, großstädtischen Bundesrepublik war eine direkte Reaktion auf den enormen Kassenerfolg Das Mädchen Rosemarie und wurde dementsprechend bisweilen mit dem Untertitel „Die kleinen Nitribitts“ beworben.
Die Schauspielveteranin Charlott Daudert absolvierte hier ebenso ihre letzte Kinofilmrolle wie die früh verstorbene, noch nicht einmal 20-jährige Nina von Porembsky, die hier an der Seite ihrer Mutter Alexa von Porembsky (als Prostituierte) ihre Tochter verkörpert. Der 23-jährige Rainer Brandt wiederum gab hier sein Kinofilmdebüt.
Das berühmte Trompetensolo dieses Films stammt von Bert Kaempfert und wurde von Klaus Günter Neumann komponiert.

## Kritiken
„Die Erfolge von Wir Wunderkinder und Das Mädchen Rosemarie mögen zu diesem kraß dilettantischen Versuch geführt haben, die Nachtseiten des Wirtschaftswunders mit ironisch-kritischer Kamera zu konterfeien. Drei junge Arrangeure – Reinhard Elsner, Hans Heinrich und der vom Fernsehen ausgeborgte Jürgen Roland (Stahlnetz) – steuerten je ein als typisch erachtetes Porträt von München, Düsseldorf und Hamburg bei, die Werbetexter des Verleihs die Anzeigen-Schlagzeile ‚Die kleinen Nitribitts‘. Was zustande kam, ist keine Satire in drei Akten, sondern ein Triptychon filmischer Ahnungslosigkeit, das auch vom moralischen Zeigefinger des unverdrossen mitspielenden Chansonniers Klaus Günter Neumann nicht zusammengehalten werden konnte.“

„Rosemaries Abenteuer steigen weiter im Kurs. Diesmal werden ganze Kolonnen dieser Mädchen über die Leinwand bemüht. Drei Regisseure (Jürgen Roland, Reinhard Eisner und Hans Heinrich) erzählen in drei Episoden aus drei deutschen Wunderstädten die Schattenseiten unserer Zeit. Eine Nur-Sex-Reise von Hamburg über München nach Düsseldorf. Dabei werden fleißig Halbweltweisheiten im Straßenjargon zitiert und ernste Themen durch Wortspielereien in Zwischentexten von Klaus Günter Neumann und Werner Hartnik glossiert. Das Drehbuch bemühte sich weniger um die Wahrheit als um knallige Effekte: Eine Schau der Sinnlichkeit, mit der man letzten Endes nichts anzufangen weiß.“

„Drei Episoden aus den Schattenzonen des bundesdeutschen Wirtschaftswunders: Brutalität und Sentimentalität auf der Hamburger Davidswache (1. ‚Episode Hamburg‘), zwei junge Frauen aus gutem Hause im Münchener Halbstarken-Milieu (2. ‚Episode München‘), korrupte Geschäftsleute im Bett mit Düsseldorfer Callgirls (3. ‚Episode Düsseldorf‘). Beim Striptease einer der Damen ‚erblindet‘ die Kamera, während eine Kommentarstimme über die FSK witzelt. Der Versuch, dem harmlosen deutschen Unterhaltungskino jener Jahre einige ‚realistische‘ Szenen polemisch entgegenzusetzen, ist nicht weniger bieder und infantil als die ‚Heile Welt‘, die man demaskieren will.“